# Железная дорога Козани — Аминдеон
|  |  |  |

|  |  |  |

|  |  |  |

|  |  |  |

|  |

|  |

|  |

|  |

|  |

|  |

|  |  |  |

|  |  |  |

|  |  |  |

|  |  |  |

|  |  |  |

|  |  |  |

|  |

|  |

|  |  |  |

|  |  |  |

|  |

|  |  |  |

|  |  |  |

Железная дорога Козани — Аминдеон (греч. Σιδηροδρομική Γραμμή Αμυνταίου - Κοζάνης) – железнодорожная линия в Греции с европейской колеёй шириной 1435 мм, соединяющая города Козани и Аминдеон в Западной Македонии. 
Строительство линии для бывших Греческих государственных железных дорог началось в 1951 году и было закончено в 1954 году. Линия является ответвлением от основной железной дороги Салоники — Битола, которая начала функционировать в 1894 году. Эта линия также обслуживает город Птолемаис и соединяет расположенную здесь ТЭЦ «Птолемаис» с грузовым терминалом. Линия заканчивается в южной части города Козани.
Промышленные участки железнодорожной линии соединяют электростанции ТЭЦ «Птолемаис» и ТЭЦ «Айос-Димитриос». Обычно на этом участке работают дизельные локомотивы, перевозящие мазут. Железнодорожная ветка, проложенная к бывшему заводу удобрений AEVAL, в настоящее время заброшена.
Линия Козани — Аминдеон была реконструирована в 2003—2007 годах. 22 января 2007 года линия было вновь открыта, а расписание включало 3 поезда в сутки, которые отправлялись из Козани и прибывали в Салоники через три часа (вместо 4 часов до реконструкции). Для сравнения поездка по автомагистрали Эгнатия от Козани до Салоников займет 1,5 часа. 1 августа 2009 года число поездов на линии было сокращено до 1, а в 2010 году пассажирские поезда были отменены совсем. В настоящее время линия используется для грузовых перевозок  и обслуживания ТЭЦ «Птолемаис».
В настоящее время рассматривается вопрос о строительстве железнодорожной линии от Козани до Каламбаки.

## См.также
- Организация железных дорог Греции